# Gondar (Caminha)
Pour les articles homonymes, voir Gondar (homonymie).
Gondar est une ancienne paroisse civile portugaise (en portugais : freguesia) de la municipalité de Caminha dans le district de Viana do Castelo. En 2013, Gondar fusionne avec Orbacém pour former Gondar e Orbacém.

## Géographie
Gondar est arrosée par la Ribeira de Gondar, qui s'écoule vers le sud en direction de sa confluence avec le fleuve Âncora.

## Histoire
La paroisse de Gondar est mentionnée dès le XIIIe siècle.
En 1968, Gondar perd une partie de son territoire avec la création de la paroisse de Dem.
La loi no 11-A/2013 du 28 janvier 2013, portant réorganisation administrative du territoire des freguesias, fusionne Gondar avec la paroisse voisine de Orbacém pour former l’União das freguesias de Gondar e Orbacém (dont le siège est à Gondar).